# Francesco Baracca

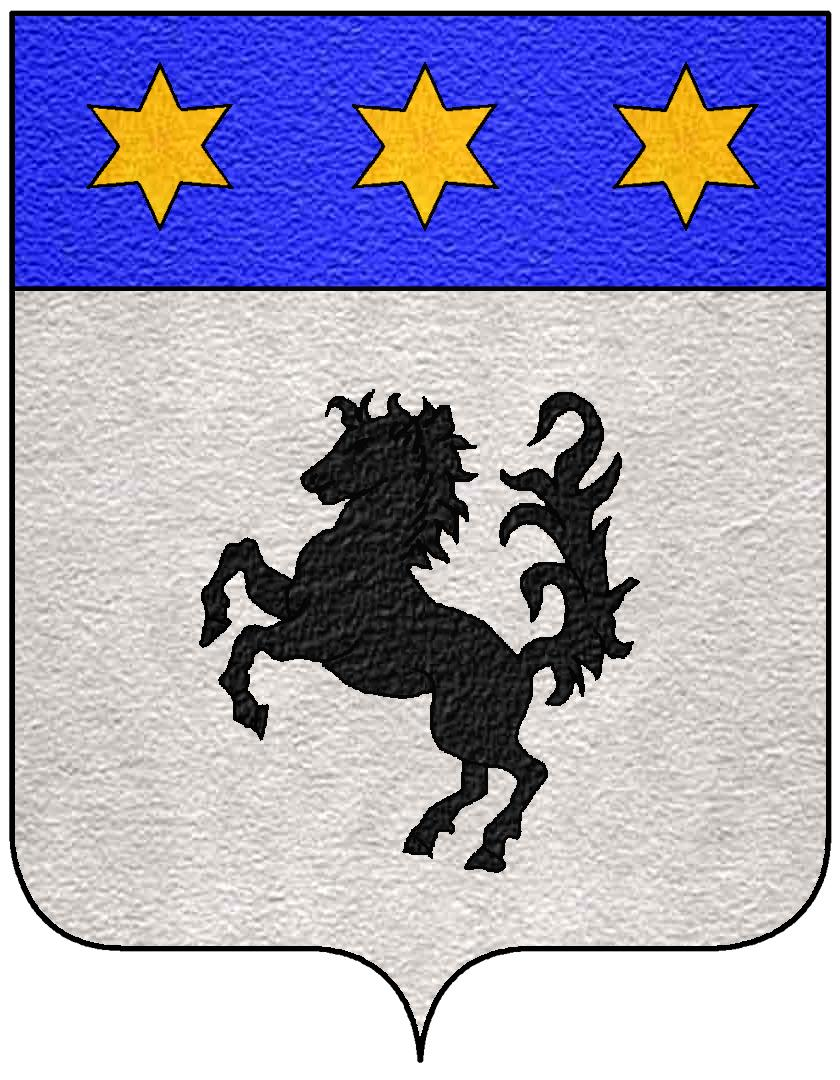
Baracca

Francesco Baracca (Lugo di Romagna, 9 de maio de 1888 — Nervesa della Battaglia, 19 de junho de 1918) foi um aviador italiano da Primeira Guerra Mundial.

## Carreira
Foi o maior ás de aviação da Itália na Primeira Guerra Mundial, foi creditado com 34 vitórias aéreas. O emblema que ele usava lado a lado em seu avião de um cavalo preto empinado em seus dois cascos traseiros inspirou Enzo Ferrari a usá-lo em seu carro de corrida e mais tarde em sua empresa automotiva.
Morto em 19 de junho de 1918, quando cumpria missão de ataque ao solo, Baracca era comandante de esquadrão.